# 공동발암물질
공동발암물질(co-carcinogen)은 발암물질의 효과를 키우는 물질이다. 일반적으로 이 용어는 그 자체로는 발암성이 없는 화학 물질을 지칭하는 데 사용되며, 같은 양의 화학 물질로는 발암을 시작하기에 불충분하다. 화학물질은 다른 화학물질 또는 UV 방사선과 같은 비화학적 발암물질과 함께 발암성이 있을 수 있다.
예를 들어 아비산나트륨은 자체적으로 종양을 일으키지 않을 정도로 충분히 낮은 농도로 마우스에 투여할 수 있지만 UV 노출 후 형성되는 종양의 형성 속도와 크기를 증가시킨다.
화학물질은 암 관련 경로에 영향을 줄 수 있는 한 돌연변이와 같은 직접적인 DNA 손상을 일으키지 않더라도 공동 발암 물질로 작용할 수 있다. 이 범주의 예로는 천연 신호 분자를 모방하는 포르볼 에스테르 계열 내의 화학 물질이 포함된다. 이 에스테르는 돌연변이를 일으키지는 않지만 암의 전통적인 특징인 세포 성장을 촉진하여 암 발병률을 높일 수 있다.
화학 물질은 항암 특성을 모두 가질 수 있지만 일부 발암 물질과 결합하면 여전히 공동 발암 물질이 될 수 있다. 또한, 화학 물질의 발암성 수정 능력은 종종 용량에 따라 달라질 수 있으며, 낮은 용량의 화합물은 유익한(또는 적어도 유해하지 않은) 결과(hormesis에서와 같이)를 생성하는 반면 높은 용량은 독성 효과를 유발할 수 있다.
증거는 베타카로틴이 그러한 화합물의 한 예임을 가리키며, 이로 인해 연구자들은 고립된 식이 보조제에 대한 강조에 주의를 기울이고 대신 과일과 채소가 풍부한 다양한 식단을 홍보하는 데 초점을 맞출 것을 권장했다.